# لوكهيد إكس إف-104
لوكهيد إكس إف-104 (Lockheed XF-104) هي طائرة عالية الأداء وأسرع من الصوت اعتراضية بنيت كنموذج للقوات الجوية للولايات المتحدة عندما طلبوا مجموعة من الطائرات الخفيفة والبسيطة المقاتلين. بني اثنين منها فقط، واحدة من أجل اختبار الدينامكيات الهوائية والثانية من أجل اختبار الأسلحة التجريبية. دمرت الطائرتان  في حوادث أثناء الاختبار.

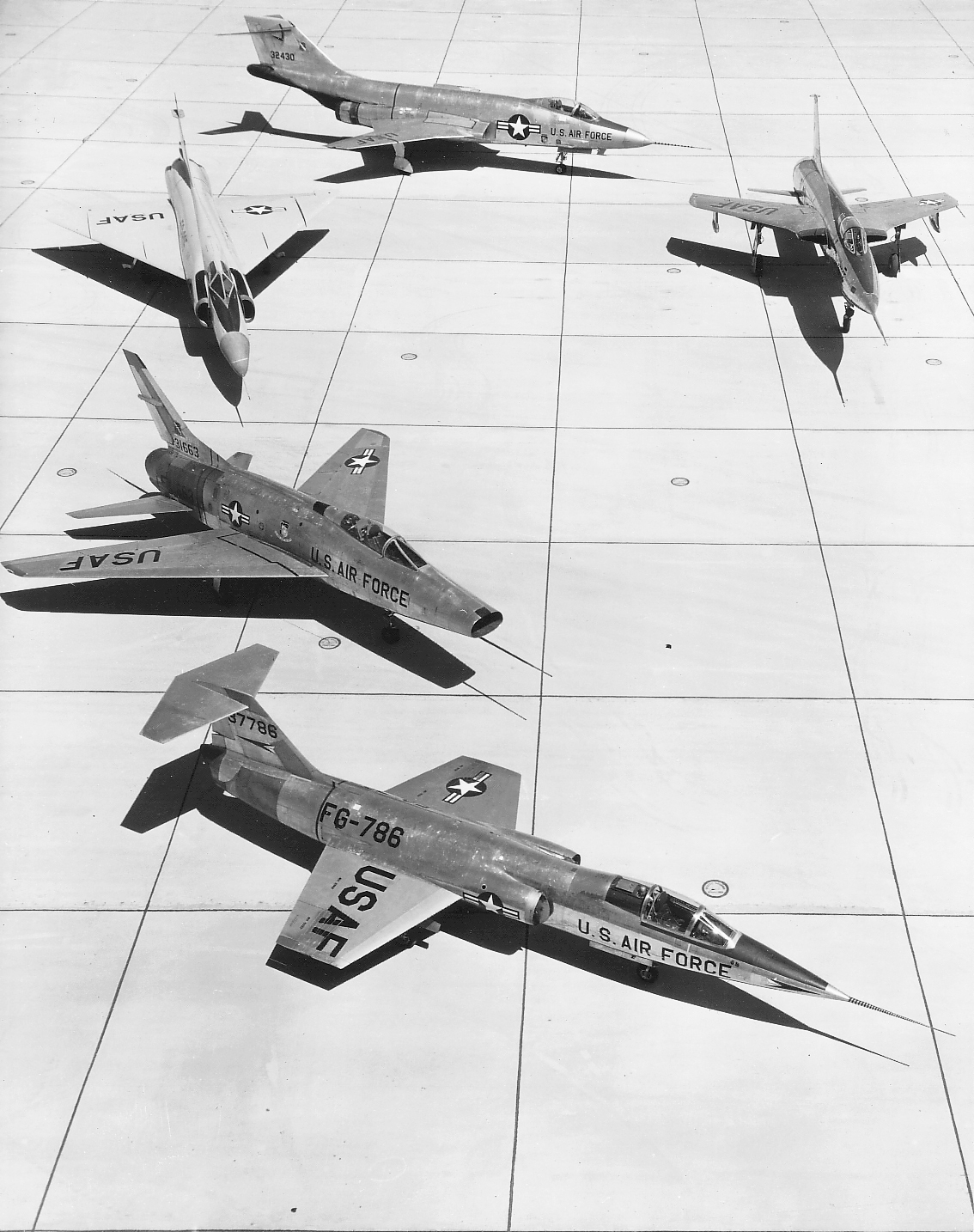
أكس أف 104 مع طرازات أخرى من سلسلة الأف: أف 100، أف 101، أف 102 و أف 105.

## المواصفات
الخصائص العامة
- طول: 38 قدم 1 بوصة (11.6 م)
- باع الجناح: 9 قدم 10 بوصة (3 م)
- ارتفاع: 6 قدم 11 بوصة (2.1 م)
- الوزن الإجمالي: 7,937 رطل (3,600 كـغ)
- محركات: 1 × Marquardt XRJ43-MA محرك نفاث تضاغطي (Sustainer)
- محركات: 2 × Thiokol XM45 (5KS50000) صاروخ ذو وقود صلبs, 50,000 رطلق (222 كـن) thrust  الواحد for 5s (Boosters)

أداء
- السرعة القصوى: Mach 4.3
- مدى: 113 nmi؛ 130 ميل (210 كـم)
- سقف الخدمة: 98,000 قدم (30,000 م)

## لللإستزادة
- لوكهيد سي إل-1200
- داسو ميراج الثالثة
- نورثروب إف-5
- قائمة الطائرات المقاتلة

## وصلات خارجية
- XF-104 صفحة على القوات الجوية الأمريكية المتحف الوطني الموقع
- أول رحلة XF-104 على موقع يوتيوب.
- Baugher الولايات المتحدة طائرات عسكرية الصفحة على XF-104
- F-104 الطيران الدولية.
- XF-104 على Vectorsite.net